# Amtala
Amtala är en ort i Indien.   Den ligger i distriktet South 24 Paraganas och delstaten Västbengalen, i den östra delen av landet, 1 300 km sydost om huvudstaden New Delhi. Amtala ligger 8 meter över havet och antalet invånare är 8 266.
Terrängen runt Amtala är mycket platt. Runt Amtala är det mycket tätbefolkat, med 2 915 invånare per kvadratkilometer. Närmaste större samhälle är Nangi, 16,6 km norr om Amtala. Trakten runt Amtala består till största delen av jordbruksmark.